# Die schlechteste Episode überhaupt
Die schlechteste Episode überhaupt (engl. Titel: Worst Episode Ever) ist die elfte Folge der zwölften Staffel und damit die 259. Episode der Serie Die Simpsons. Für diese Folge gewann Hank Azaria, der englische Sprecher des Comic Book Guy und diverser anderer Simpsons-Figuren, den Emmy-Award 2001 in der Kategorie Outstanding Voice-Over Performance.

## Handlung
Als Bart und Milhouse dem Comicbuchhändler Jeff Albertson ein lukratives Geschäft vermasseln, erhalten sie in seinem Laden Hausverbot auf Lebenszeit. Allerdings tritt kurz darauf der Special-Effect-Spezialist Tom Savini, den die beiden verehren, im Laden auf. Die beiden schleichen sich ein. Während der Vorstellung erleidet der Comicbuchhändler einen Herzinfarkt und die beiden retten ihm das Leben.
Aus Dankbarkeit und weil er sonst keine Bekannten hat, die er bitten könnte, überträgt Albertson daher den beiden die Leitung seines Ladens, während er sich bei einer Rehabilitation auskuriert. Bart und Milhouse entdecken im Laden einen geheimen Raum, in dem sich diverse Schwarzkopien und verbotene Videos befinden (Privataufnahmen und nicht lizenzierte Schnittfassungen von Kinofilmen und unterdrückte Fernsehaufzeichnungen). Die beiden veranstalten Vorführungen, mit denen sie große Einnahmen erwirtschaften. Der Comicbuchhändler war als Teil seiner Reha auf der Suche nach neuen sozialen Kontakten und ist eine Beziehung mit der Rentnerin Agnes Skinner eingegangen. Als die Polizei von den illegalen Vorführungen im Laden erfährt, wird jedoch der Laden geschlossen und als Eigentümer der Comicbuchhändler verhaftet.

## Trivia
Tafel-Gag: „Ich darf die Medikamente des Lehrers nicht verstecken.“
Anspielungen gibt es in dieser Folge auf She-Hulk, Star Wars und Shaquille O’Neal. Zudem ist der Titel der Folge eine Anspielung auf eine herablassende Form von Kritik, die auch Jeff Albertson, der Comicbuchhändler, verwendet. Indem ein Kulturprodukt als das „schlechteste [seiner Art] überhaupt“ bezeichnet wird, wird zugleich umfassende Kennerschaft des Genres (Fandom) und objektive Gültigkeit des eigenen Geschmacks beansprucht.
Als Gast-Star trat Tom Savini auf, der sich selber synchronisierte.